# Liste der slowakischen Fußballmeister
Die Liste der slowakischen Fußballmeister enthält alle Titelträger von 1939 bis 1945 und seit 1993.

## Männer
Meister Slowakischer Staat/Slowakische Republik (1939–1945):
- 1939/40: ŠK Bratislava
- 1940/41: ŠK Bratislava
- 1941/42: ŠK Bratislava
- 1942/43: OAP Bratislava
- 1943/44: ŠK Bratislava

Meister Slowakei seit Bildung des Neustaates 1993:
- 1993/94: Slovan Bratislava
- 1994/95: Slovan Bratislava
- 1995/96: Slovan Bratislava
- 1996/97: 1. FC Košice
- 1997/98: 1. FC Košice
- 1998/99: Slovan Bratislava
- 1999/2000: Inter Bratislava
- 2000/01: Inter Bratislava
- 2001/02: MŠK Žilina
- 2002/03: MŠK Žilina
- 2003/04: MŠK Žilina
- 2004/05: Artmedia Bratislava
- 2005/06: MFK Ružomberok
- 2006/07: MŠK Žilina
- 2007/08: Artmedia Bratislava
- 2008/09: Slovan Bratislava
- 2009/10: MŠK Žilina
- 2010/11: Slovan Bratislava
- 2011/12: MŠK Žilina
- 2012/13: Slovan Bratislava
- 2013/14: Slovan Bratislava
- 2014/15: FK AS Trenčín
- 2015/16: FK AS Trenčín
- 2016/17: MŠK Žilina
- 2017/18: FC Spartak Trnava
- 2018/19: ŠK Slovan Bratislava
- 2019/20: ŠK Slovan Bratislava
- 2020/21: ŠK Slovan Bratislava
- 2021/22: ŠK Slovan Bratislava
- 2022/23: ŠK Slovan Bratislava
- 2023/24: ŠK Slovan Bratislava
- 2024/25: ŠK Slovan Bratislava

## Frauen
- 1999/2000: Slovan Bratislava[1]
- 2000/01: Slovan Bratislava[1]
- 2001/02: ZSNP Žiar nad Hronom[1]
- 2002/03: ZSNP Žiar nad Hronom[1]
- 2003/04: SK Slovan Bratislava[1]
- 2004/05: Slovan Duslo Šaľa[1]
- 2005/06 Slovan Duslo Šaľa[2][1]
- 2006/07 Slovan Duslo Šaľa[3][1]
- 2007/08 Slovan Duslo Šaľa[3][1]
- 2008/09 Slovan Bratislava[4][1]
- 2009/10 Slovan Bratislava[4][1]
- 2010/11 Slovan Bratislava[4][1]
- 2011/12 Slovan Bratislava[5]
- 2012/13 FC Union Nové Zámky
- 2013/14 FC Union Nové Zámky
- 2014/15 FC Union Nové Zámky
- 2015/16 Slovan Bratislava
- 2016/17 ŠK Partizán Bardejov
- 2017/18 Slovan Bratislava
- 2018/19 Slovan Bratislava
- 2019/20 Saison wegen Corona abgebrochen
- 2020/21 Saison wegen Corona abgebrochen
- 2021/22 Slovan Bratislava